# Norma uniforme

Rappresentazione geometrica in di

In analisi matematica, la norma uniforme, norma del sup o norma di Chebyshev di una funzione {\displaystyle f} definita in un dominio {\displaystyle D} a valori reali o complessi è la quantità non negativa:
{\displaystyle \|f\|_{\infty }=\sup _{x\in D}\left|f(x)\right|}
Se {\displaystyle f} non è una funzione limitata in {\displaystyle D}, questa quantità risulta infinita (ad esempio per la funzione esponenziale in {\displaystyle \mathbb {R} }). Restringendosi invece allo spazio vettoriale delle funzioni definite in {\displaystyle D} e limitate, {\displaystyle ||\cdot ||_{\infty }} assume sempre valore finito e soddisfa le proprietà di una norma.
Se {\displaystyle f} è una funzione continua su un insieme compatto, allora l'estremo superiore è raggiunto per il teorema di Weierstrass, quindi possiamo sostituire l'estremo superiore con il massimo. In questo caso, la norma è anche chiamata norma del massimo.
In particolare, nel caso di un vettore {\displaystyle x=(x_{1},...,x_{n})} in uno spazio di dimensione finita, prende la forma:
{\displaystyle \|x\|_{\infty }=\max\{|x_{1}|,...,|x_{n}|\}}
La ragione del pedice "∞" è data dal seguente limite, valido se {\displaystyle f\in L^{\infty }(D)} e la misura di {\displaystyle D} è finita:
{\displaystyle \lim _{p\rightarrow \infty }\|f\|_{p}=\|f\|_{\infty }}
dove:
{\displaystyle \|f\|_{p}=\left(\int _{D}\left|f\right|^{p}\,d\mu \right)^{1/p}}
dove {\displaystyle \|\cdot \|_{p}} è la norma p (e l'integrale diventa una somma se {\displaystyle D} è un insieme discreto).
La funzione binaria:
{\displaystyle d(f,g)=\|f-g\|_{\infty }}
è quindi una metrica nello spazio di tutte le funzioni limitate nel particolare dominio. Una successione {\displaystyle \{f_{n}:n=1,2,3,\dots \}} converge uniformemente alla funzione {\displaystyle f} se e solo se:
{\displaystyle \lim _{n\rightarrow \infty }\|f_{n}-f\|_{\infty }=0}